# Wi-Fi WIN
Wi-Fi WIN（ワイファイ ウィン）は、かつてauブランドを展開するKDDI、および沖縄セルラー電話が提供していた携帯電話（フィーチャーフォン）による無線LAN経由のインターネット接続サービスの名称である。このサービスは2014年6月30日をもって終了した。

## 概要
インターネット接続をする際にCDMA 1X WIN（CDMA2000 1x／1xEV-DO、後のau 3G）およびWIN HIGH SPEED（1xEV-DO MC-Rev.A・一部機種のみ）の回線を通さず、一般の通信回線(ブロードバンド回線等)をWi-Fi経由で使用するので理論上、最大54Mbpsの高速通信が可能となりパケット通信料はかからない。IEEE 802.11b/gに対応した機器で使用できた。
無線LANのワンタッチ接続に関してはAOSS（バッファロー）およびらくらく無線スタート（NECアクセステクニカ）、WPSにそれぞれ標準で対応していた。
ただし、このサービスを利用するには「ガンガンメール」（「プランEシンプル」+「EZ WINコース」もしくは「プランE」+「EZ WINコース」）もしくは「別途申し込み」並びに「EZ WINコース」への加入、「パケット通信料定額/割引サービス」への加入（ダブル定額／ダブル定額ライト／ダブル定額スーパーライトなど）などが必要であった。
なお、EZwebへの接続にはVPNを用いているため、ルーターを使っている場合はIPsecのパススルーができるものでないと、アクセスポイントへの接続はできても、EZwebへの通信はできずタイムアウトしてしまうので注意が必要であった。

## サービスの終了
KDDIは、近年のスマートフォンの急速な普及などによるauケータイ（フィーチャーフォン）の利用者の減少を受け、2014年6月30日（新規申し込み受付は2013年11月11日）をもってWi-Fi WINのサービスを終了した。
同サービスはすでに2014年7月1日以降に自動（強制）解約となっており、2016年8月現在、au端末からWi-Fi経由で各種通信を行えるのはスマートフォンおよびタブレット、mamorino Watch（ZTF31）とかんたんケータイ KYF32を除くAndroidを搭載したau 4G LTE対応のauフィーチャーフォンである。

## 対応機種
※☆印が付与された機種はiidaブランド向けの機種
※★印が付与された機種はWIN HIGH SPEED（CDMA2000 1xEV-DO MC-Rev.A(EV-DO MC)）にも対応
2014年4月現在
- biblio（TSY01）[注釈 1]
- AQUOS SHOT SH006
- AQUOS SHOT SH008
- BRAVIA Phone S004(SO004)[注釈 2]
- REGZA Phone T004(TS004)[注釈 2]
- EXILIMケータイ CA006
- G'zOne TYPE-X（CAY01）
- AQUOS SHOT SH010
- BRAVIA Phone S005(SO005)[注釈 2]★
- Cyber-Shotケータイ S006(SO006)★
- T006(TS006)★
- G11(SOX02)☆★
- S007(SO007)★
- T007(TS007)★ - 既存のWi-Fi WIN対応auフィーチャーフォンとしては最新機種にして最終機種にあたる機種。

## 月額利用料金
500円/月（税別、2014年6月30日付を以てサービス終了）  ※2009年6月19日 - 2011年6月30日までは無料だった。

## 公衆無線LANでの接続の可否
2014年6月30日サービス終了時点
接続可能な公衆無線LAN
- FREESPOT
- WIRELESS GATE (トリプレットゲート)
- Wi2 300 (ワイヤ・アンド・ワイヤレス)
- ホットスポット・OCNホットスポット (NTTコミュニケーションズ)
- livedoor Wireless (ライブドア)
- BBモバイルポイント (ソフトバンクテレコム)

接続不能な公衆無線LAN
- au Wi-Fi SPOT(ワイヤ・アンド・ワイヤレス)
- フレッツスポット(NTT東日本、NTT西日本)
- docomo Wi-Fi(NTTドコモ)
- UQ Wi-Fi(UQコミュニケーションズ)
- FON
- ソフトバンクWi-Fiスポット(ソフトバンクモバイル)

一部エリアのみで展開している接続不能な公衆無線LAN
- 成田エクスプレス (SSID: UQ_Wi-Fi)
- 成田国際空港 (SSID: NRT-AIRPORT)
- 東京ミッドタウン(SSID: TokyoMidtown)